# تجارت‌خانه
تجارتخانه (همچنین دارالتجاره، سکونتگاه تجاری، و در موارد بزرگتر شهرک تجاری نیز گفته می‌شد)، مکانی بود که در آن تجارت و داد و ستد انجام می‌شد. تجارتخانه‌ها نیز در زمانی که روزنامه و رسانه وجود نداشت، علاوه بر کارکرد اصلی خود، مکان‌هایی برای ملاقات و تبادل اخبار جهانی یا سرزمینی بودند. بسیاری از تجارتخانه‌های جهان در مکان‌هایی قرار داشتند که مقاصد محبوب مهاجرت به‌شمار می‌رفتند.

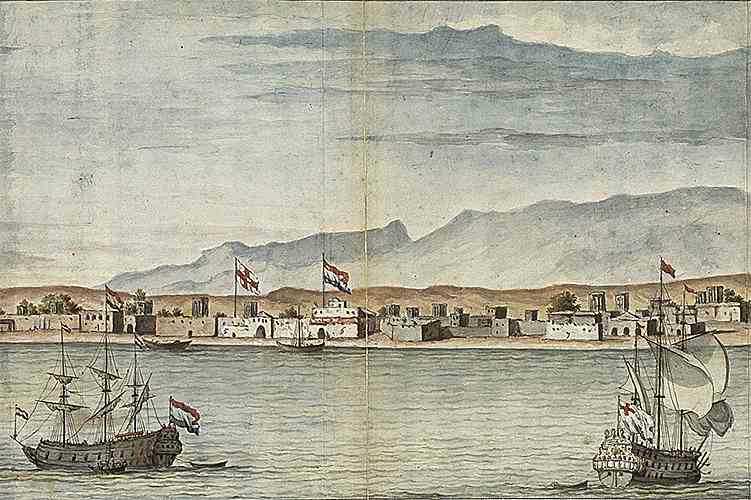
تجارتخانه های انگلیسی و هلندی در بندرعباس در سال ۱۷۰۴ میلادی

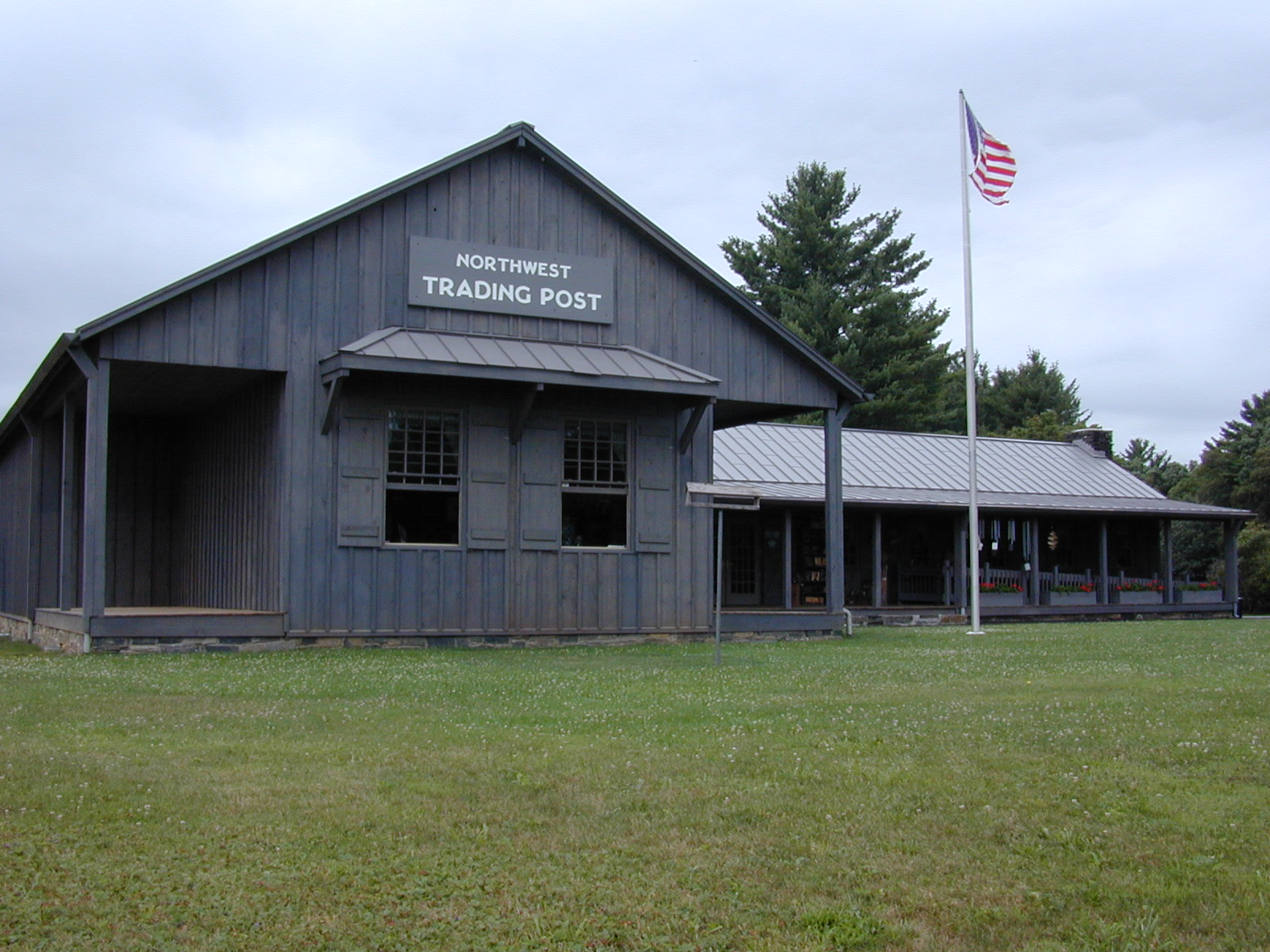
تجارتخانه شمال غربی در Blue Ridge Parkway, North Carolina

تجارتخانه‌ها در ابتدای شکل‌گیری مهاجرنشین‌ها در آمریکا، مکان‌های رایجی در آن سرزمین بودند. مردم از تجارتخانه‌ها برای تجارت خز و کالاهای دیگر استفاده می‌کردند.

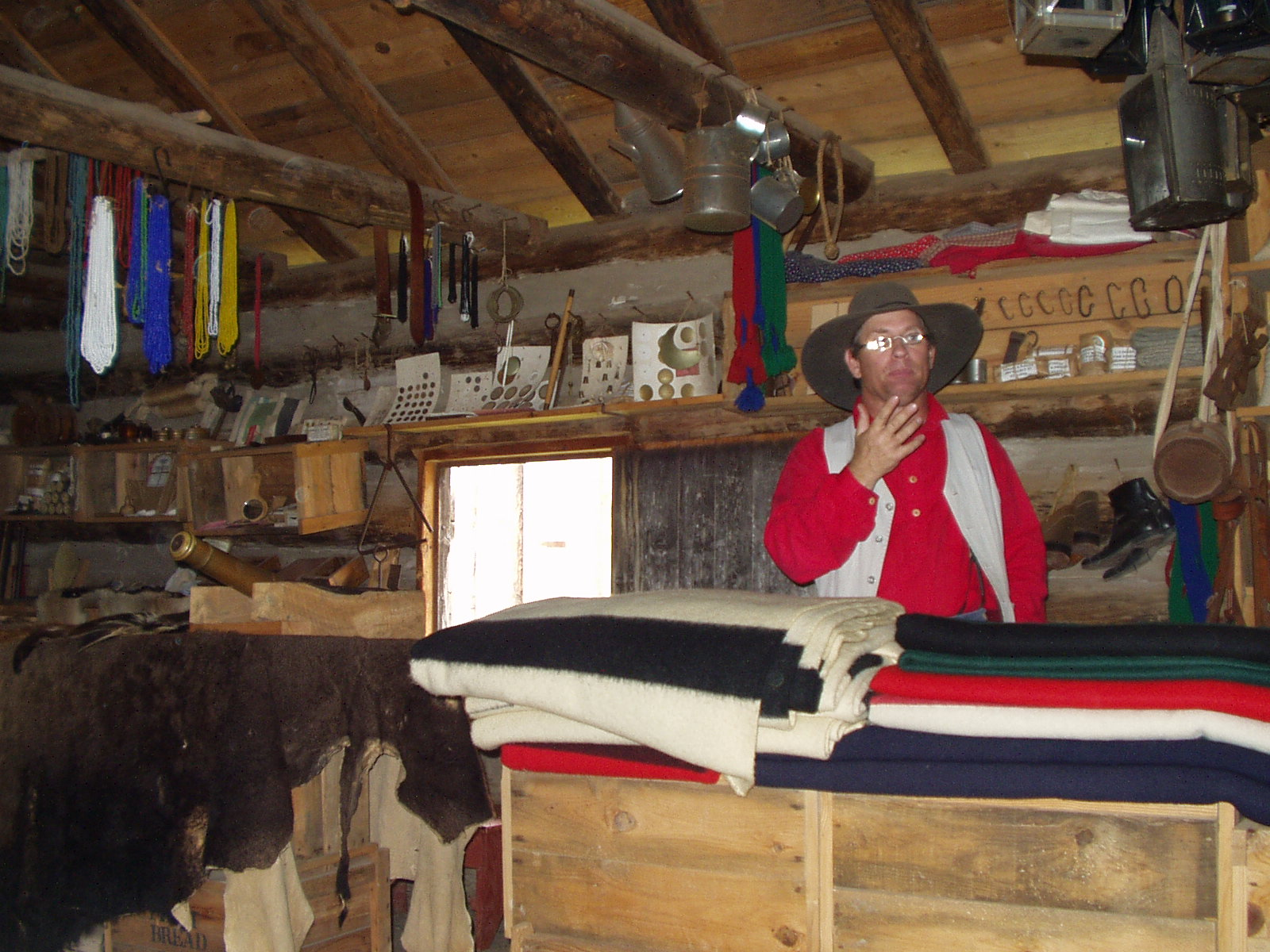
بازسازی داخل یک تجارتخانه معمولی که برای بازرگانی با سرخپوستان استفاده می‌شد.

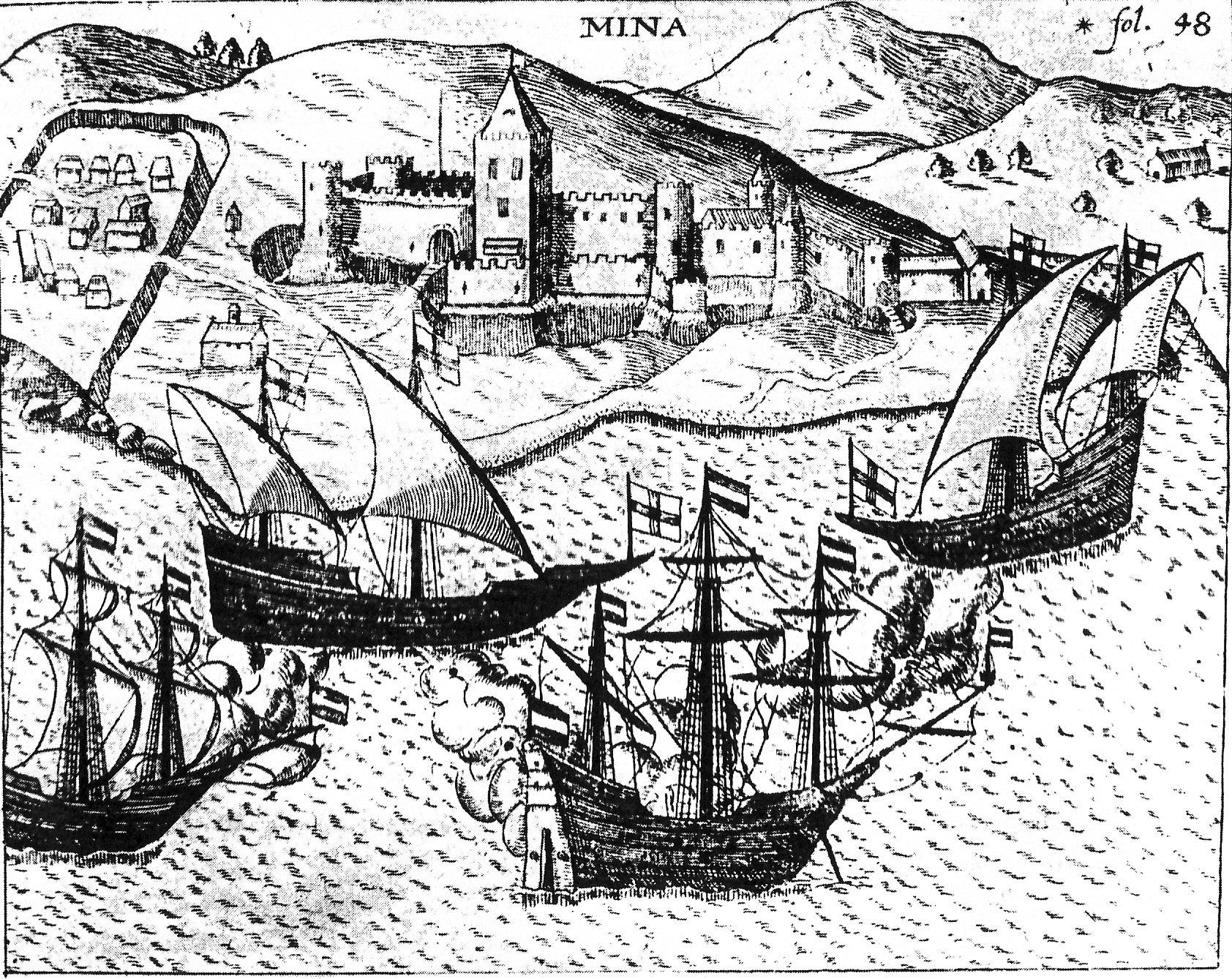
قلعه پرتغالی المینا، یک شهرک بازرگانی مستحکم و مهم در ساحل طلای غنا.

معمولاً موقعیت تجارتخانه به افراد یک منطقه جغرافیایی امکان داد و ستد کالاهای تولید شده را با بازرگانان سایر منطقه‌ها می‌داد. در برخی از نمونه‌ها، ساکنان محلی می‌توانستند از یک تجارتخانه برای مبادله محصولات محلی با کالاهایی که می‌خواهند خریداری کنند، استفاده کنند.

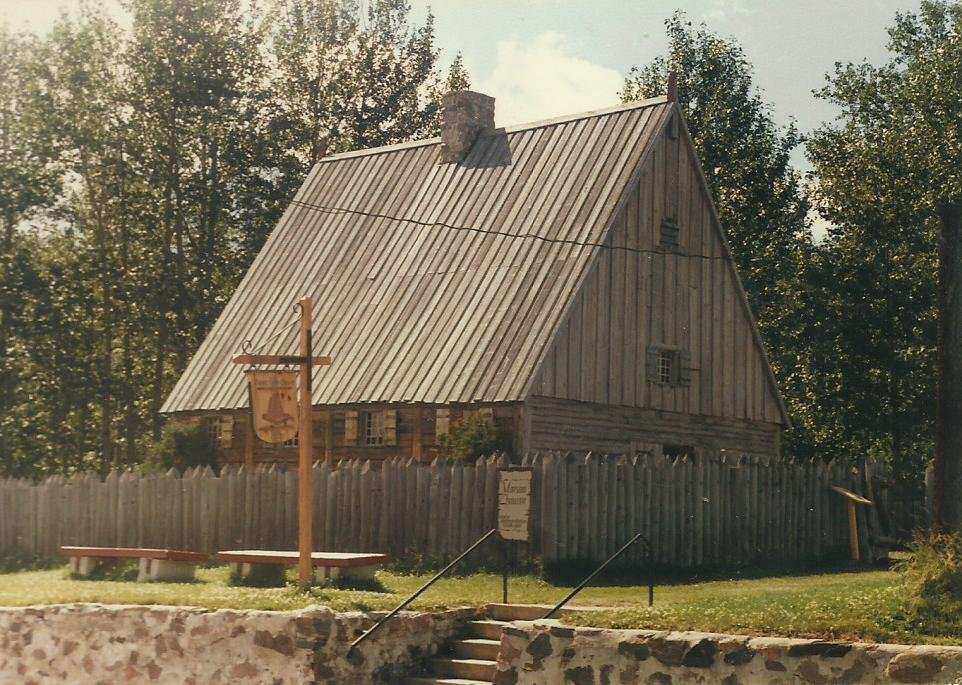
تجارتخانه Pierre de Chauvin در Tadoussac در کبک.

تجارتخانه‌ها به‌طور کلی برای تاریخ ارزها اهمیت زیادی دارند. اگرچه مبادله پایاپای هزاران سال است که مورد استفاده قرار گرفته‌است و همچنان استفاده می‌شود، تقریباً از ابتدای تاریخ تجارتخانه‌ها، نیاز به دستیابی به چیزی به عنوان وسیله پرداخت وجود داشته‌است. سکه‌هایی از فلزات گرانبها مانند طلا، نقره و مس به منظور خرید و فروش کالاها برای مبادله تولید شدند. پس از معرفی ضرب سکه، اولین بانک‌ها بلافاصله در جنوا و ونیز تأسیس شدند.

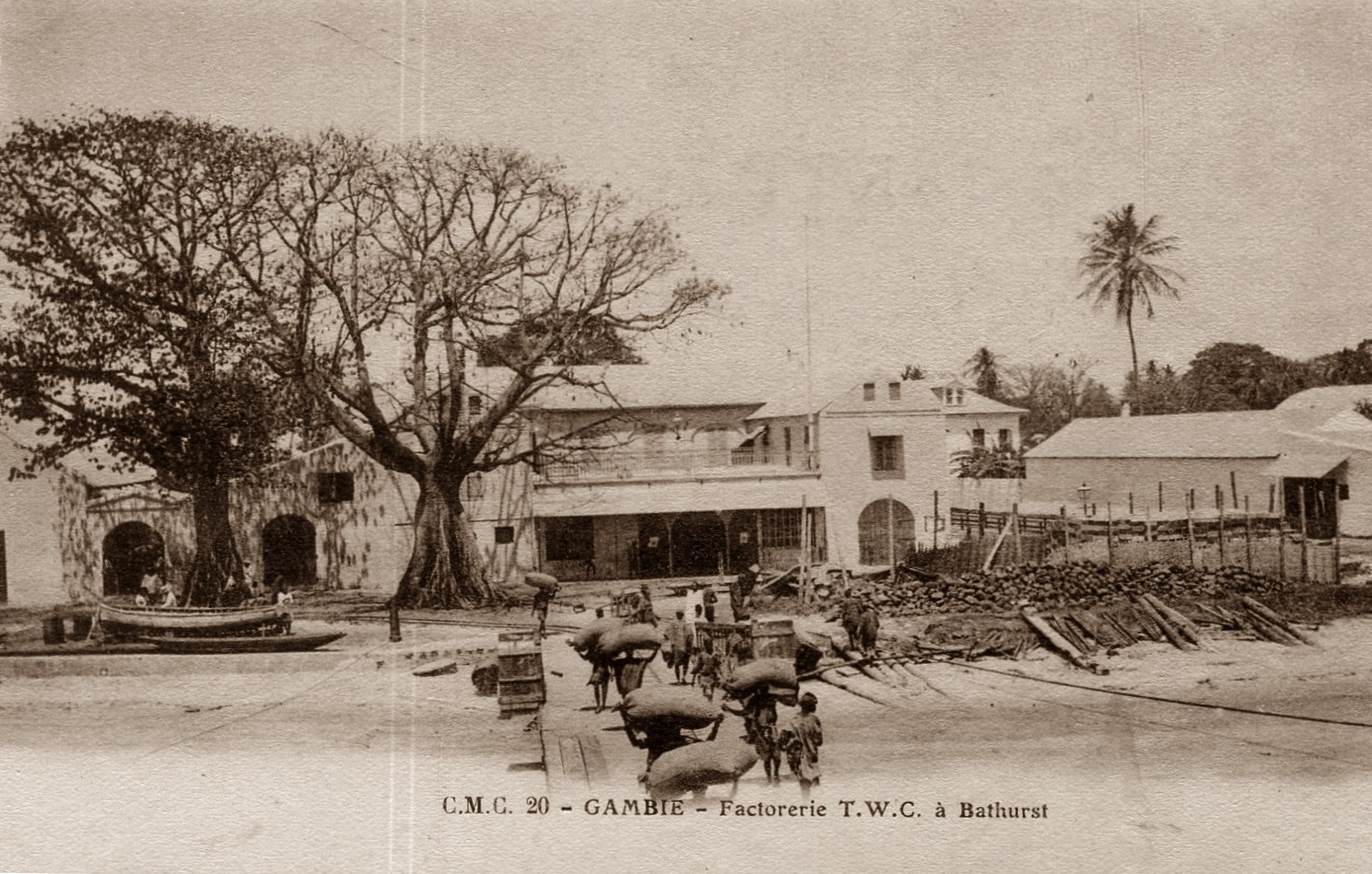
شهرک بازرگانی در Bathurst (گامبیا) در حدود سال ۱۹۰۰

یک تجارتخانه ممکن بود یک ساختمان باشد یا در صورت رونق تجارت به یک شهرک بازرگانی (مجموعه ای از تجارتخانه‌ها) تبدیل شده باشد. تجارتخانه‌ها را می‌توان در طیف وسیعی از مناطق، از جمله مناطق نسبتاً دورافتاده، یافت کرد، اما اغلب در نزدیکی اقیانوس‌ها، رودخانه‌ها یا منابع طبیعی دیگری قرار داشتند.
تقریباً هر شهر مهمی در جهان، تاریخ خود را به عنوان یک شهرک بازرگانی آغاز کرده‌است: ونیز، نیویورک، شانگهای، سنگاپور، هنگ کنگ، ناپل، روتردام و غیره.
راه انداری تجارتخانه‌ها در امتداد مسیرهای تجاری باستانی در قرن ۱۶ و ۱۷ توسط قدرت‌های اروپایی مانند هلندی‌ها و انگلیسی‌ها اتفاق افتاد. تسخیر سئوتا (نقطه دسترسی برای مسیر تجاری بین صحرا) توسط پرتغالی‌ها در سال ۱۴۱۵ آغاز شد. آنها با کاوش در سواحل آفریقا، منطقه عربی، هند و آسیای جنوب شرقی شهرک‌های بازرگانی برای تجارت پر سود ادویه احداث کردند.
امروزه هنوز از تجارتخانه‌ها در بسیاری از کمپینگ‌ها در سراسر ایالات متحده و کانادا به عنوان مکان‌هایی برای خرید تنقلات و موارد دیگر استفاده می‌شود.

## مثال‌ها
کرخینا یک شهرک بازرگانی بین روم و ایران در دوران اشکانیان بود.
منهتن و سنگاپور هر دو به‌عنوان تجارتخانه توسط پیتر مینویت هلندی و استمفورد رافلز انگلیسی تأسیس شدند و بعدها به شهرهای بزرگ تبدیل شدند.
در امپراتوری روم شهرک‌های بازرگانی نقش زیادی در مدیریت بازرگانی کالاها داشتند. برخی از کالاهای مبادله شده در این شهرک‌های بازرگانی و سایر بخش‌های سیستم بازرگانی روم، سنگ‌های قیمتی، پارچه، عاج و شراب بود.